# Friedrich Wilhelm Ebbinghaus
Friedrich Wilhelm Ebbinghaus (* 31. August 1789 in Iserlohn; † 5. November 1847 in Düsseldorf) war ein deutscher Unternehmer und Politiker.
Ebbinghaus war Fabrikant und Gutsbesitzer. 1812 erwarb er Haus Letmathe. 1818 gründete er am gleichen Ort die Firma F. W. Ebbinghaus, die zur größten Papierfabrik in Preußen wurde. Sein Bruder Carl Dietrich Ebbinghaus war Metallfabrikant in Letmathe.
1826 bis 1831 war er für den Stand der Landgemeinden im Wahlbezirk Mark und für die Kreise Iserlohn und Altena Mitglied im Provinziallandtag der Provinz Westfalen. 